# Gomphrena ferruginea
Gomphrena ferruginea là loài thực vật có hoa thuộc họ Dền. Loài này được Pedersen mô tả khoa học đầu tiên năm 1976.